# Équipe d'Argentine de football à la Copa América 1959 (Argentine)
Pour les articles homonymes, voir Équipe d'Argentine de football à la Copa América 1959.
L'équipe d'Argentine de football participe à sa 23e Copa América lors de l'édition 1959 qui a eu lieu à Buenos Aires en Argentine du 7 mars au 4 avril 1959.

## Résultats
Les sept équipes participantes sont réunies au sein d'une poule unique où chaque formation rencontre une fois ses adversaires. À l'issue des rencontres, l'équipe classée première remporte la compétition.
|   | Équipe    | Pts | J | G | N | P | BP | BC | Diff |
| - | --------- | --- | - | - | - | - | -- | -- | ---- |
| 1 | Argentine | 11  | 6 | 5 | 1 | 0 | 19 | 5  | +14  |
| 2 | Brésil    | 10  | 6 | 4 | 2 | 0 | 17 | 7  | +10  |
| 3 | Paraguay  | 6   | 6 | 3 | 0 | 3 | 12 | 12 | 0    |
| 4 | Pérou     | 5   | 6 | 1 | 3 | 2 | 10 | 11 | -1   |
| 5 | Chili     | 5   | 6 | 2 | 1 | 3 | 9  | 14 | -5   |
| 6 | Uruguay   | 4   | 6 | 2 | 0 | 4 | 15 | 14 | +1   |
| 7 | Bolivie   | 1   | 6 | 0 | 1 | 5 | 4  | 23 | -19  |

| 7 mars  | Argentine | 6 | 1 | Chili    |
| 11 mars | Argentine | 2 | 0 | Bolivie  |
| 18 mars | Argentine | 3 | 1 | Pérou    |
| 22 mars | Argentine | 3 | 1 | Paraguay |
| 30 mars | Argentine | 4 | 1 | Uruguay  |
| 4 avril | Argentine | 1 | 1 | Brésil   |

### Matchs
| 7 mars 1959 | Argentine                                                    | 6 – 1 | Chili          | Stade Monumental (Buenos Aires)                       |                                                       |
| | Manfredini 5e, 50e · Callá 7e · Pizzuti 17e, 39e · Belén 75e | (4 - 1) | L. Alvarez 25e | Spectateurs : 70 000 Arbitrage : Washington Rodríguez | Spectateurs : 70 000 Arbitrage : Washington Rodríguez |
| Negri - Cardoso, Nuin - Simeone, Cap, Varacka - Corbatta, Pizzuti ( 75e Güenzatti), Manfredini, Callá ( 75e Rodríguez), Belén | Équipes                                                      | Coloma - Torres ( R. Sánchez), Valdés - Navarro, Vera, H. Rodríguez - J. Soto, L. Alvarez, Tobar ( E. Rojas), L. Sánchez, Toro |                | Spectateurs : 70 000 Arbitrage : Washington Rodríguez | Spectateurs : 70 000 Arbitrage : Washington Rodríguez |

| 11 mars 1959 | Argentine               | 2 – 0 | Bolivie | Stade Monumental (Buenos Aires)                |                                                |
| | Corbatta 2e · Callá 79e | (1 - 0) |         | Spectateurs : 45 000 Arbitrage : Carlos Robles | Spectateurs : 45 000 Arbitrage : Carlos Robles |
| Negri - Cardoso, Murúa - Simeone ( 46e Lombardo), Cap, Varacka - Corbatta, Pizzuti ( 80e Güenzatti), Manfredini, Callá, Belén | Équipes                 | A. López - Santos, Burgos - Claure, Ramírez, Sánchez ( Aramayo) - Camacho, Mena ( García), R. López ( Ugarte), Alcócer, Aguirre |         | Spectateurs : 45 000 Arbitrage : Carlos Robles | Spectateurs : 45 000 Arbitrage : Carlos Robles |

| 18 mars 1959 | Argentine                                          | 3 – 1 | Pérou      | Stade Monumental (Buenos Aires)                          |                                                          |
| | Corbatta 18e (pen.) · Sosa 42e · Benítez 78e (csc) | (2 - 0) | Loayza 51e | Spectateurs : 70 000 Arbitrage : Alberto da Gama Malcher | Spectateurs : 70 000 Arbitrage : Alberto da Gama Malcher |
| Negri - Griffa, Murúa - Lombardo, Cap, Mouriño - Corbatta ( 78e Nardiello), Pizzuti, Manfredini ( 64e Sosa), Callá, Belén | Équipes                                            | Asca - Benítez, Fleming - De la Vega, Fernández, Grimaldo ( Flores) - Gómez Sánchez, Loayza, Terry ( Carrasco), Joya, Seminario |            | Spectateurs : 70 000 Arbitrage : Alberto da Gama Malcher | Spectateurs : 70 000 Arbitrage : Alberto da Gama Malcher |

| 22 mars 1959 | Argentine                         | 3 – 1 | Paraguay   | Stade Monumental (Buenos Aires)                |                                                |
| | Corbatta 15e · Sosa 63e · Cap 69e | (1 - 1) | Parodi 36e | Spectateurs : 50 000 Arbitrage : Carlos Robles | Spectateurs : 50 000 Arbitrage : Carlos Robles |
| Negri - Griffa, Murúa - Lombardo, Cap, Mouriño - Corbatta ( 52e Nardiello), Pizzuti, Sosa, Callá ( 52e Rodríguez), Belén ( 86e Brookes) | Équipes                           | Casco - Arévalo, Lezcano - Villalba, Echagüe ( Sánchez), C. Sanabria - I. Sanabria, Insfrán ( E. Jara Saguier), Aveiro, Cañete ( Parodi), Ré |            | Spectateurs : 50 000 Arbitrage : Carlos Robles | Spectateurs : 50 000 Arbitrage : Carlos Robles |

| 30 mars 1959 | Argentine                      | 4 – 1 | Uruguay     | Stade Monumental (Buenos Aires)                 |                                                 |
| | Belén 15e, 60e · Sosa 55e, 80e | (1 - 0) | Demarco 85e | Spectateurs : 80 000 Arbitrage : Isidro Ramírez | Spectateurs : 80 000 Arbitrage : Isidro Ramírez |
| Negri - Griffa, Murúa - Lombardo, Cap, Mouriño - Corbatta ( 46e Nardiello), Pizzuti, Sosa, Callá ( 46e Rodríguez), Belén | Équipes                        | Taibo - Martínez, Silveira - Mesías, Castillo, Miramontes - Pérez ( 56e Núñez), Demarco, Douksas, Escalada, Borges |             | Spectateurs : 80 000 Arbitrage : Isidro Ramírez | Spectateurs : 80 000 Arbitrage : Isidro Ramírez |

| 4 avril 1959 | Argentine   | 1 – 1 | Brésil   | Stade Monumental (Buenos Aires)                |                                                |
| | Pizzuti 40e | (1 - 0) | Pelé 58e | Spectateurs : 85 000 Arbitrage : Carlos Robles | Spectateurs : 85 000 Arbitrage : Carlos Robles |
| Negri - Griffa ( 50e Cardoso), Murúa - Lombardo ( 46e Simeone), Cap, Mouriño - Nardiello, Pizzuti, Sosa, Callá ( 60e Rodríguez), Belén | Équipes     | Gilmar - Djalma Santos, Bellini - Coronel, Dino Sani, Orlando - Garrincha, Didí, Paulo Valentim ( Almir), Pelé, Chinesinho |          | Spectateurs : 85 000 Arbitrage : Carlos Robles | Spectateurs : 85 000 Arbitrage : Carlos Robles |

| Copa América 1959 (1) - Vainqueur Argentine 12e titre |